# Olimpiada szachowa 1950
Olimpiada szachowa 1950 rozegrana została w Dubrowniku w dniach 20 sierpnia – 11 września 1950 roku.

## 9. olimpiada szachowa mężczyzn
Wyniki końcowe (system kołowy, 15 rund):
| Miejsce | Kraj              | Punkty |
| ------- | ----------------- | ------ |
| 1       | Jugosławia        | 45½    |
| 2       | Argentyna         | 43½    |
| 3       | RFN               | 40½    |
| 4       | Stany Zjednoczone | 40     |
| 5       | Holandia          | 37     |
| 6       | Belgia            | 32     |
| 7       | Austria           | 31½    |
| 8       | Chile             | 30½    |
| 9       | Francja           | 28½    |
| 10      | Finlandia         | 28     |
| 11      | Szwecja           | 27½    |
| 12      | Włochy            | 25     |
| 13      | Dania             | 22     |
| 14      | Peru              | 21½    |
| 15      | Norwegia          | 15     |
| 16      | Grecja            | 12     |

| Miejsce | Medaliści                                                                                   |
| ------- | ------------------------------------------------------------------------------------------- |
| 1       | Svetozar Gligorić, Vasja Pirc, Petar Trifunović, Braslav Rabar, Milan Vidmar jr, Stojan Puc |
| 2       | Miguel Najdorf, Julio Bolbochán, Carlos Guimard, Héctor Rossetto, Herman Pilnik             |
| 3       | Wolfgang Unzicker, Lothar Schmid, Gerhard Pfeiffer, Ludwig Rellstab, Hans-Hilmar Staudte    |